# Stanisław Sobczyński
Stanisław Sobczyński (ur. 2 kwietnia 1951 w Wadowicach) – były polski piłkarz występujący na pozycji obrońcy. Jest wychowankiem Skawy Wadowice, której barwy reprezentował od 1965 roku. W 1970 roku został zawodnikiem ROW-u Rybnik, gdzie występował przez następne siedem lat. Jako zawodnik ROW-u sześciokrotnie w 1974 roku zagrał w reprezentacji Polski. W 1977 roku podpisał kontrakt z Legią Warszawa, w której zadebiutował 3 sierpnia 1977 roku w spotkaniu przeciwko Stali Mielec. 31 października 1981 roku przeciwko rezerwom Jagiellonii Białystok rozegrał swój ostatni mecz w barwach Legii. W 1982 roku wyjechał do Finlandii, gdzie reprezentował barwy KTP Kotka. W 1985 roku na krótko wrócił do ROW-u Rybnik, a następnie odszedł do Stanów Zjednoczonych, gdzie występował w polonijnych klubach Orły Chicago, Wisła Chicago i White Eagles Network Detroit. W lipcu 2010 roku został trenerem Skawy Wadowice. Od 2010 roku pełni również funkcję wiceprezesa klubu Skawa Wadowice.